# Dave Gara
Dave Gara var trummis i det amerikanska heavy metal-bandet Skid Row 2005–2010. Han spelade också i BulletBoys 2011.